# طوفان شن (فیلم ۱۹۸۲)
طوفان شن (فرانسوی: Vent de sable‎) یک فیلم به کارگردانی محمد الاخضر حمینه است که در سال ۱۹۸۲ منتشر شد.